# Andrei Nikolajewitsch Chardin

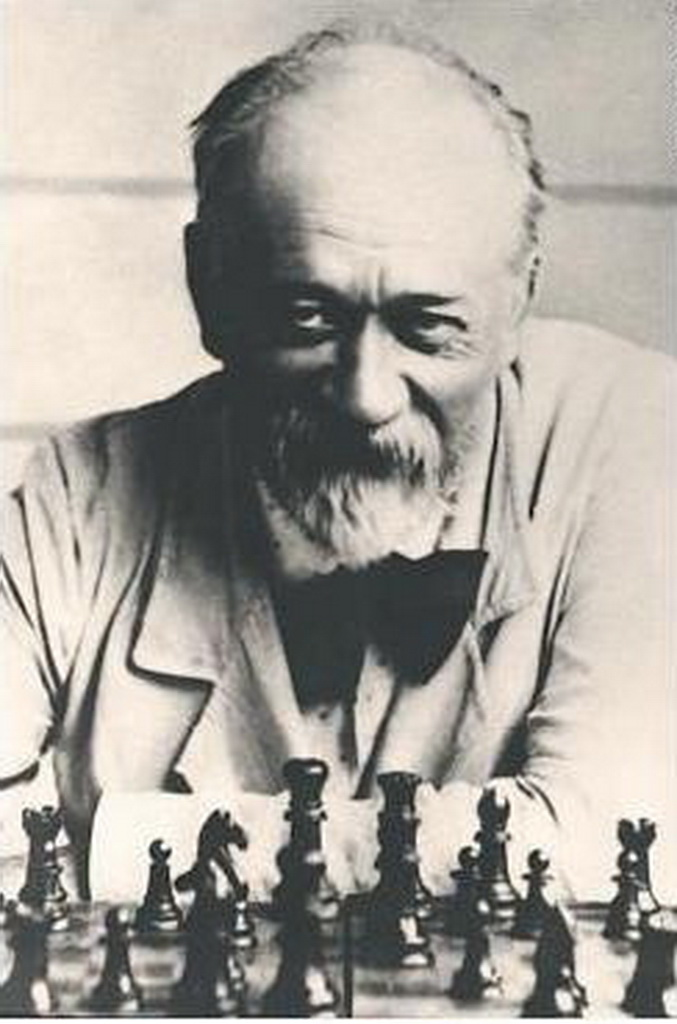
Andrei Chardin, 1890

Andrei Nikolajewitsch Chardin (russisch Андрей Николаевич Хардин, wiss. Transliteration Andrej Nikolaevič Chardin; * 2. Septemberjul. / 14. September 1842greg. in Sokolowo bei Samara; † 24. Januarjul. / 6. Februar 1910greg. in Samara) war ein russischer Schachspieler und Jurist.

## Leben
Chardin kam auf dem väterlichen Gut zur Welt. Er studierte Jura in Kasan. In den 1870er Jahren trat er in Sankt Petersburg erstmals als Schachspieler in Erscheinung: in einzelnen Partien gelangen ihm Siege gegen führende Spieler Russlands, darunter Simon Alapin, Michail Tschigorin und andere. 1878 siedelte er um nach Samara, wo er sich recht schnell einen Namen als Rechtsanwalt und Repräsentant des öffentlichen Lebens machen konnte. Mit 28 Jahren wurde er zum Vorsitzenden des Samaraer Gouvernementrates gewählt, verlor dieses Amt allerdings kurz darauf.
1891 gewann er in Samara einen Wettkampf gegen Rafail Falk mit 5:2. Chardin besiegte Emanuel Schiffers in zwei Korrespondenzpartien, doch unterlag er dem Meister in einem Wettkampf am Brett (in Samara 1895) mit 2:7 (+1 =2 −6). Im Folgenden zog sich Chardin weitestgehend vom Schach zurück und spielte nur noch gelegentlich leichte Partien. Obwohl Chardin in seiner Schachlaufbahn überwiegend Fernpartien spielte, hielt Tschigorin ihn für einen der besten Spieler Russlands.
Zu Chardins Gegnern in Fernpartien zählten russische Persönlichkeiten wie der Mathematiker Andrei Markow oder der spätere Begründer der Sowjetunion, der junge Wladimir Iljitsch Lenin, der in den Jahren 1889 bis 1890 als Schachgegner und Jura-Student häufiger Gast im Hause Chardins gewesen war; von Februar bis August 1893 arbeitete Lenin als Gehilfe Chardins. Lenins Bruder Dmitri Uljanow erwähnt für 1889/90 in Samara ein Turnier von ca. zehn Spielern, welches von Lenin vor Chardin gewonnen wurde, wobei Chardin als einziger Spieler die erste Kategorie aufwies und allen anderen eine Vorgabe geben musste. Lenin wies die zweite Kategorie auf, Chardin wurde Zweiter.